# Tigres UANL
Club de Fútbol Tigres de la Universidad Autónoma de Nuevo León nebo pouze Tigres UANL je mexický fotbalový klub z města San Nicolás de los Garza, v současnosti hraje nejvyšší mexickou ligu. Klub byl založen 7. března 1960.
Klub je spojen s univerzitou Universidad Autónoma de Nuevo León. Domácí zápasy hraje na Estadio Universitario. Je známý také pod přezdívkou Los Auriazules (Zlatomodří). Místním rivalem je CF Monterrey, vzájemný zápas je znám jako Clásico Regiomontano a Clásico del Norte.
Nejvyšší mexickou soutěž vyhráli Tigres sedmkrát (1977–78, 1981–82, Apertura 2011, Apertura 2015, Apertura 2016, Apertura 2017 a Clausura 2019). Třikrát vyhráli pohár Copa MX (1976, 1996 a 2014). V roce 2015 byli finalisty Poháru osvoboditelů. V roce 2020 vyhráli Ligu mistrů CONCACAF a kvalifikovali se na mistrovství světa ve fotbale klubů 2020, kde jako první zástupce zóny CONCACAF v historii postoupili do finále.
Za klub hráli André-Pierre Gignac, Tomás Boy a Enner Valencia.